# Vidám Könyvek
A Vidám Könyvek egy 20. század eleji magyar könyvsorozat volt 1904–1905-ben, kiadója a Singer-Wolfner, szerkesztője Tábori Kornél. 

## Kötetei
- Bársony István. Tréfás történetek (287 l.)
- Heltai Jenő. Madmazel (254 l.)
- Lovik Károly. A leányvári boszorkány. Regény (273 l.)
- Malonyay Dezső. Az ifijúr és a többi (284 l.)
- Mikszáth Kálmán. Páva a varjúval (262 l.)
- Nagy Endre. A Geödhyek (267 l.)
- Szemere György. A madarasi király (269 l.)
- Szomaházy István. Előadások a feleségképző akadémián (255 l.)
- Szomaházy István. Költöző nimfák. Elbeszélések (268 l.)
- Szőllőssy Zsigmond. A híres Bodolay (286 l.)
- Tábory Róbert. Beszédes Kalára. Elbeszélések (268 l.)
- Tömörkény István. Förgeteg János mint közerő (287 l.)
- Várady Antal. Emlékeim (256 l.)
- Zöldi Márton. Komédiák. Elbeszélések (281 l.)